# Camborne and Redruth (circonscription britannique)
Circonscription parlementaire de la Chambre des communes
La circonscription de Camborne et Redruth est une circonscription électorale anglaise située en Cornouailles, et représentée à la Chambre des communes du Parlement britannique depuis 2024 par Perran Moon du Parti travailliste.

## Géographie
La circonscription comprend :
- La ville de Camborne et Redruth

## Députés
Les Members of Parliament (MPs) de la circonscription sont :
| Législature                                         | Années        | Député | Député         | Parti        |
| --------------------------------------------------- | ------------- | ------ | -------------- | ------------ |
| Camborne and Redruth issue de Falmouth and Camborne |               |        |                |              |
| 55e                                                 | 2010–2015     |        | George Eustice | Conservateur |
| 56e                                                 | 2015–2017     |        | George Eustice | Conservateur |
| 57e                                                 | 2017–2019     |        | George Eustice | Conservateur |
| 58e                                                 | 2019–2024     |        | George Eustice | Conservateur |
| 59e                                                 | 2024–en cours |        | Perran Moon    | Travailliste |